# Елизаветовка (Дондюшанский район)
Елизаветовка (рум. Elizavetovca) — село в Дондюшанском районе Молдавии. Является административным центром коммуны Елизаветовка, включающей также село Боросены.

## География
Село расположено на высоте 220 метров над уровнем моря.

## Население
По данным переписи населения 2004 года, в селе Елизаветовка проживает 494 человека (228 мужчин, 266 женщин).
Этнический состав села:
| Национальность | Число жителей | Процентный состав |
| -------------- | ------------- | ----------------- |
| украинцы       | 412           | 83.4              |
| молдаване      | 66            | 13.36             |
| русские        | 15            | 3.04              |
| гагаузы        | 1             | 0.2               |
| Всего          | 494           | 100%              |